# Campanellula
Campanellula es un género de foraminífero bentónico de la subfamilia Dictyoconinae, de la familia Orbitolinidae, de la superfamilia Orbitolinoidea, del suborden Orbitolinina y del orden Loftusiida. Su especie tipo es Campanellula capuensis. Su rango cronoestratigráfico abarca desde el Valanginiense hasta el Barremiense (Cretácico inferior).

## Discusión
Clasificaciones previas incluían Campanellula en el suborden Textulariina del orden Textulariida o en el orden Lituolida.

## Clasificación
Campanellula incluye a las siguientes especies:
- Campanellula capuensis †